# Reinventar la rueda

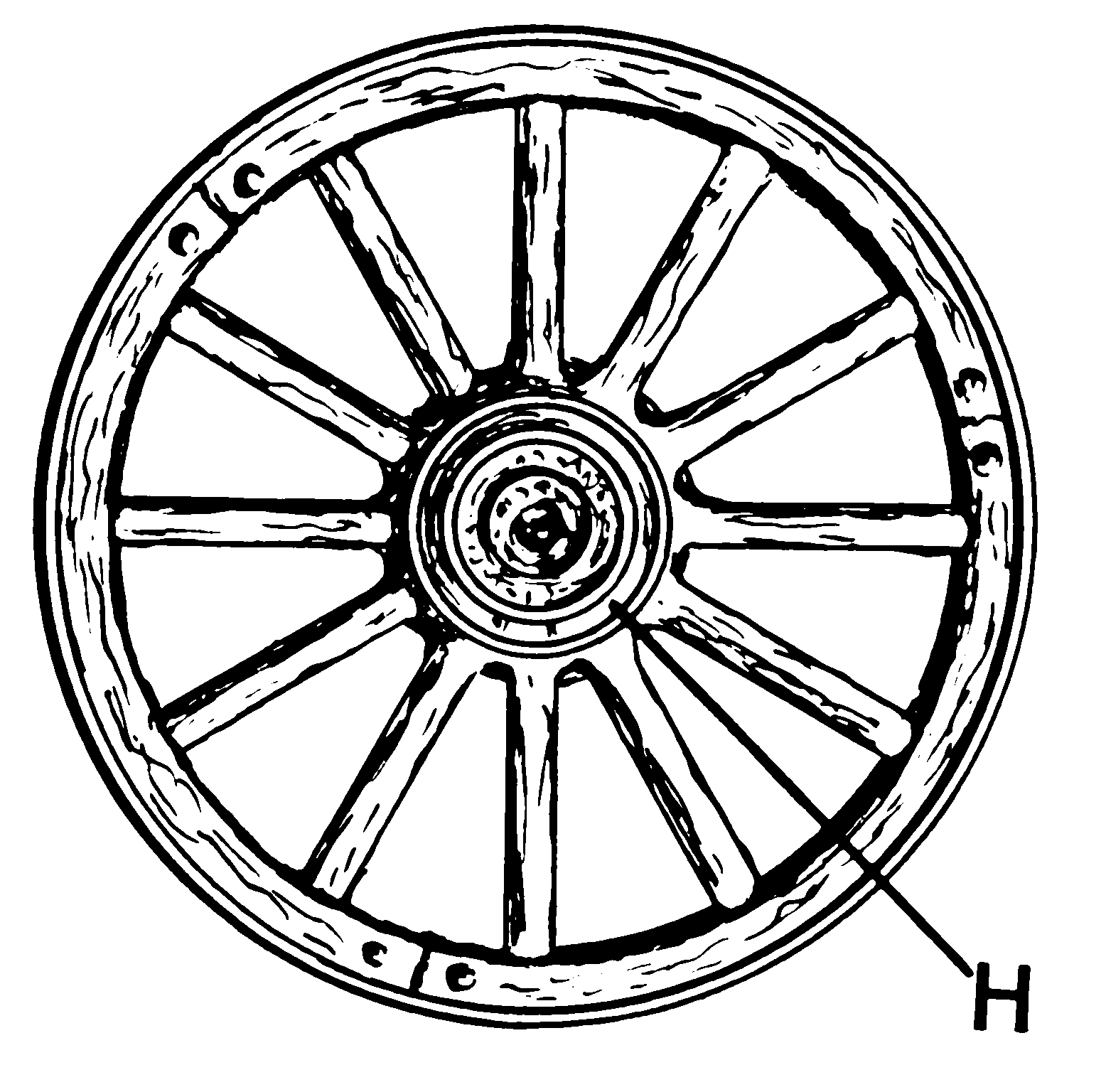
Rueda

Reinventar la rueda es una expresión que se utiliza para describir aquellas situaciones en las que el esfuerzo para solucionar un problema aparentemente nuevo es redundante y carente de sentido, puesto que la solución ya existe pero se desconoce o se niega.
La metáfora de la rueda se utiliza por cuanto esta se considera un arquetipo del ingenio humano, base fundamental de los desarrollos tecnológicos modernos, ya existente y libre de fallas operacionales. La idea de reinventar la rueda en el campo práctico es un sin sentido por cuanto en esencia no se podría agregar valor al objeto, y más bien por el contrario se desperdiciarían recursos valiosos que podrían destinarse de otra forma para causas más complejas y de mayor relevancia.
La expresión derivada reinventar la rueda cuadrada hace referencia a la práctica de desarrollar artefactos que de manera innecesaria ofrecen una funcionalidad ya provista por artefactos estándar existentes, bien sea por desconocimiento o desdeño de la solución existente o por la falta de comprensión del problema, y que terminan con una solución peor que la del estándar existente.